# Flavone

Strukturformel von Flavon

Flavone sind gelbe Pflanzenfarbstoffe, die als Derivate des Flavons zur Klasse der Flavonoide zählen. Es sind ca. 300 natürlich vorkommende Flavone bekannt. Wie andere Flavonoide kommen die meisten Flavone als wasserlösliche Glycoside vor, z. B. Scutellarin. Sie treten vielfach als Copigmente der Anthocyane auf. Das Zusammenspiel beider Farbstofftypen erklärt das gleichzeitige Auftreten von Gelb und Rot in verschiedenen Blüten.
Die Flavone sind ferner auch als Derivate des Chromons aufzufassen.

## Beispiele
| Name         | Struktur | R5    | R6    | R7           | R3', R5' | R4' |
| ------------ | -------- | ----- | ----- | ------------ | -------- | --- |
| Apigenin     |          | –OH   | –     | –OH          | –H, –H   | –OH |
| Acacetin     | –OH      | –     | –OH   | –H, –H       | –OCH3    |     |
| Genkwanin    | –OH      | –     | –OCH3 | –H, –H       | –OH      |     |
| Luteolin     | –OH      | –     | –OH   | –H, –OH      | –OH      |     |
| Chrysoeriol  | –OH      | –     | –OH   | –H, –OCH3    | –OH      |     |
| Diosmetin    | –OH      | –     | –OH   | –H, –OH      | –OCH3    |     |
| Tricetin     | –OH      | –     | –OH   | –OH, –OH     | –OH      |     |
| Tricin       | –OH      | –     | –OH   | –OCH3, –OCH3 | –OH      |     |
| Scutellarein | –OH      | –OH   | –OH   | –H, –H       | –OH      |     |
| Eupatorin    | –OH      | –OCH3 | –OCH3 | –H, –OH      | –OCH3    |     |
| Sinensetin   | –OCH3    | –OCH3 | –OCH3 | –H, –OCH3    | –OCH3    |     |
| Chrysin      | –OH      | –     | –OH   | –H, –H       | –        |     |
| Tectochrysin | –OH      | –     | –OCH3 | –H, –H       | –        |     |